# St. Altfrid (Gifhorn)

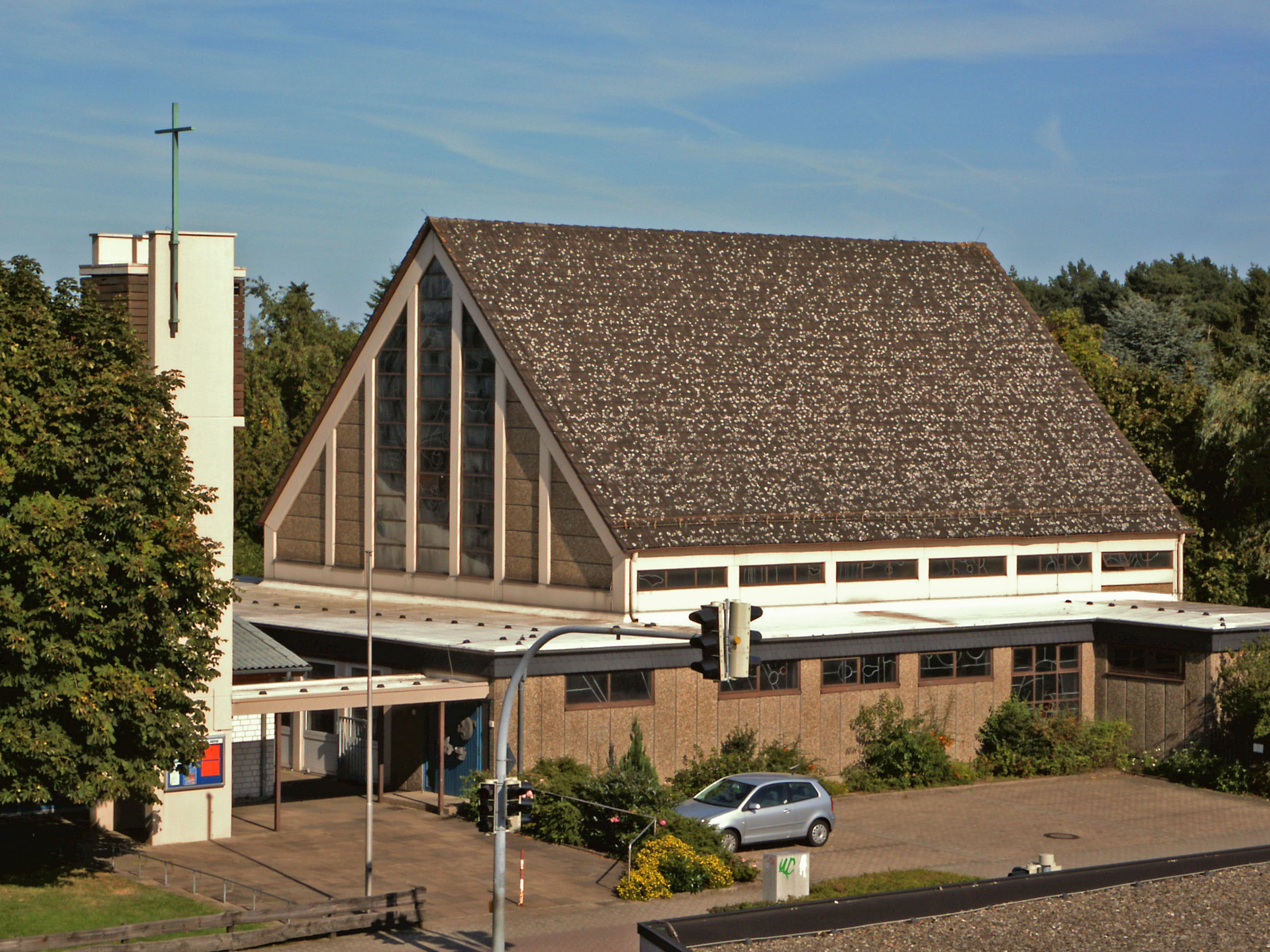
St.-Altfrid-Kirche

Die Kirche Sankt Altfrid ist die katholische Pfarrkirche in Gifhorn, einer Kreisstadt im Osten von Niedersachsen. Sie ist nach dem heiligen Hildesheimer Bischof und Domerbauer Altfrid benannt und befindet sich im Pommernring 2. Die gleichnamige Pfarrgemeinde gehört zum Dekanat Wolfsburg-Helmstedt des Bistums Hildesheim. Zur Pfarrgemeinde gehören ferner die St.-Bernward-Kirche in Gifhorn und St.-Andreas-Kirche in Meine.

## Geschichte
1970 kam Pastor Engelbert Palmer (1935–2021) nach Gifhorn, um neben der bereits bestehenden St.-Bernward-Gemeinde eine zweite katholische Kirchengemeinde im Süden der Stadt zu gründen. Zunächst fanden die Gottesdienste in der evangelischen Martin-Luther-Kirche statt. 1971 wurde der Grundstein für die St.-Altfrid-Kirche gelegt, und am 30. April 1972 erfolgte ihre Weihe durch Weihbischof Heinrich Pachowiak. Zunächst gehörte die Kirche zur St.-Bernward-Gemeinde, ab 1973 war St. Altfrid eine selbstständige Kirchengemeinde. 1974/75 wurde die benachbarte Kindertagesstätte erbaut. 1993 wurde die Kirchengemeinde St. Altfrid zur Pfarrei erhoben.
1996 wurde die Seelsorge-Einheit Gifhorn-Meine gebildet, zu ihr gehörten die Kirchen St. Altfrid und St. Bernward in Gifhorn sowie St. Andreas in Meine und St. Maria Goretti in Meinersen. 2001 wurde ein neues Gemeindezentrum eingeweiht, weil die Gemeinderäume zu klein geworden waren. Am 1. August 2004 entstand aus der Seelsorge-Einheit die Pfarrgemeinde St. Altfrid Gifhorn/Meine, sie umfasste die vier Kirchen der vormaligen Seelsorge-Einheit. Seit dem 1. November 2006 gehört die Kirche zum damals neu gegründeten Dekanat Wolfsburg-Helmstedt, zuvor gehörte sie zum Dekanat Wolfsburg. 2014 wurde die St.-Maria-Goretti-Kirche in Meinersen profaniert.
Am 26. Juli 2018 wurde die Kindertagesstätte Abrahams Kinder eröffnet, die gemeinsam von der katholischen St.-Altfrid-Gemeinde, der muslimischen DİTİB-Moscheegemeinde in Gifhorn und der evangelisch-lutherischen Diakonie getragen wird. Nach eigenen Angaben ist das die erste Einrichtung dieser Art in Deutschland.

## Architektur und Ausstattung
Die Saalkirche mit hohem Satteldach und freistehendem Glockenturm wurde als Fertigteilkirche vom Diözesanbauamt unter der Leitung von Josef Fehlig erbaut, sie befindet sich in rund 54 Meter Höhe über dem Meeresspiegel und bietet über 180 Sitzplätze.
Von diesem Kirchentyp wurden im Bistum Hildesheim eine Reihe weiterer Kirchen erbaut, so 1969 in Altenwalde und Sudmerberg, 1970 in Dungelbeck, Meckelfeld und Poggenhagen, 1971 in Afferde, Hohegeiß, Luthe, Meine, Schwanewede und Winsen (Aller), 1972 in Ronnenberg, Stederdorf und Wittingen, 1974 in Vorwerk, 1975 in Dransfeld, Münchehof und Rodenberg, und 1976 in Rhüden.
Zur Ausstattung der St.-Altfrid-Kirche gehören Statuen der heiligen Maria (Mutter Jesu) und Antonius von Padua. Der Kreuzweg wurde 1978 von Siegfried Haas geschaffen, die 15. Station zeigt Jesus mit den Emmausjüngern beim Brotbrechen. Am 30. April 2013 wurde die heutige elektronische Orgel eingeweiht, sie ersetzte das Vorgängerinstrument.
Auch die neben der Kirche befindliche Kindertagesstätte St. Altfrid gehört zur Kirchengemeinde.